# Анґульвар
Анґульвар (перс. انگولور) — село в Ірані, у дегестані Тутакі, у Центральному бахші, шагрестані Сіяхкаль остану Ґілян. За даними перепису 2006 року, його населення становило 126 осіб, що проживали у складі 34 сімей.

## Клімат
Середня річна температура становить 14,32 °C, середня максимальна – 28,32 °C, а середня мінімальна – 0,16 °C. Середня річна кількість опадів – 951 мм.
| Клімат поселення                              | Клімат поселення | Клімат поселення | Клімат поселення | Клімат поселення | Клімат поселення | Клімат поселення | Клімат поселення | Клімат поселення | Клімат поселення | Клімат поселення | Клімат поселення | Клімат поселення | Клімат поселення |
| Показник                                      | Січ.             | Лют.             | Бер.             | Квіт.            | Трав.            | Черв.            | Лип.             | Серп.            | Вер.             | Жовт.            | Лист.            | Груд.            |                  |
| Середній максимум, °C                         | 12,27            | 11,68            | 12,71            | 17,22            | 21,42            | 26,83            | 28,32            | 28,17            | 23,70            | 20,65            | 16,66            | 12,42            |                  |
| Середня температура, °C                       | 6,50             | 5,92             | 6,97             | 11,47            | 15,64            | 21,08            | 24,04            | 23,89            | 19,42            | 16,38            | 12,37            | 8,13             |                  |
| Середній мінімум, °C                          | 0,76             | 0,16             | 1,22             | 5,72             | 9,91             | 15,33            | 19,78            | 19,61            | 15,14            | 12,10            | 8,11             | 3,86             |                  |
| Норма опадів, мм                              | 89               | 76               | 83               | 54               | 45               | 28               | 28               | 46               | 97               | 153              | 133              | 119              |                  |
| Середньомісячна швидкість вітру, м/с          | 2.28             | 2.49             | 2.50             | 2.43             | 2.28             | 2.25             | 2.52             | 2.20             | 1.96             | 2.10             | 2.00             | 2.12             |                  |
| Середньомісячна сонячна радіація, кДж/м²·день | 7206             | 9316             | 11315            | 15662            | 19595            | 21612            | 22217            | 18964            | 15524            | 10990            | 8773             | 6842             |                  |
| --------------------------------------------- | ---------------- | ---------------- | ---------------- | ---------------- | ---------------- | ---------------- | ---------------- | ---------------- | ---------------- | ---------------- | ---------------- | ---------------- | ---------------- |
| Джерело:                                      |                  |                  |                  |                  |                  |                  |                  |                  |                  |                  |                  |                  |                  |